# Дальберг-Актон, Джон
Джон Эмерих Эдвард Дальберг-Актон, 1-й барон Актон (10 января 1834, Неаполь — 19 июня 1902, Тегернзе, Бавария) — английский историк и политик. Ему принадлежит афоризм: «Власть развращает, абсолютная власть развращает абсолютно» (англ. Power tends to corrupt, and absolute power corrupts absolutely. Great men are almost always bad men).

## Происхождение
Полное имя — Джон Э́мерих Э́двард Да́льберг-А́ктон, 1й барон Актон (англ. John Emerich Edward Dalberg-Acton, 1st Baron Acton).
Сын религиозного эмигранта-католика Фердинанда Ричарда Актон-Дальберга, 7-го баронета Олденем-Холл (ум. 1837) и последней представительницы знатного немецкого рода Дальбергов Мари Луизы Пелины де Дальберг (1812—1860). Его прадед по линии отца имел частную врачебную практику в Безансоне, а дед Джон Актон унаследовал от кузена английский титул баронета, сблизился с королевой Марией Каролиной и стал первым министром Неаполитанского королевства в годы Наполеоновских войн. Семья Актонов была римско-католической. Его деда по материнской линии Наполеон за дипломатические заслуги удостоил титула герцога. В 1840 году его мать вышла замуж за графа Гренвиля и семья вернулась в Британию.

## Биография
Джон Актон получил частное образование: первоначально в семинарии в Оскотте (римско-католическом колледже Св. Марии) до 1848 года — под руководством доктора Николаса Уайзмена (впоследствии кардинала и католического архиепископа Вестминстера), а затем — на дому в Эдинбурге. В Мюнхене он жил в доме богослова Игнаца фон Дёллингера, который привил ему любовь к историческим исследованиям.
После путешествий по Европе и в Америку в 1859 году осел в своём доме в Олденеме (Шропшир). В этом же году вернулся в Палату общин как представитель от ирландского округа Карлоу и стал активным сторонником Уильяма Гладстона. Однако из-за своей низкой парламентской активности в 1865 году не был переизбран на всеобщих выборах.
В 1865 году женился на графине Марии Анне Людмиле Евфросинии, дочери баварского графа Арко-Валли (Arco-Valley), которая родила ему сына и трёх дочерей.
В 1869 году был возведён Королевой Викторией в пэры и стал 1ым бароном Актоном, оставаясь близким другом Уильяма Гладстона.
Иностранный член Баварской АН (1876).
В 1890 году стал членом (fellow) оксфордского колледжа Всех Душ.
В 1872 году получил почётную степень доктора философии Мюнхенского университета, в 1888 — Кембриджского, а в 1889 — Оксфордского.
После 1879 года жил попеременно в Лондоне, Каннах и Тегернзе.
В 1895 году после смерти сэра Джона Сили (Sir John Seeley) лорд Роузбери назначил лорда Актона королевским (Regius) профессором новой истории в Кембридже.
В 1896 году Издательство Кембриджского университета предложило Актону разработать план издания многотомной «Кембриджской истории современности», с которой предполагалось начать создание всеобъемлющего трехчастного труда, последовательно рассказывающего об историческом процессе от глубокой древности до современности. «Кембриджская история современности» выходила между 1902 и 1912 гг. (Актон умер еще до появления I тома). Позднее проект Актона был продолжен: появились «Кембриджская история средневековья» и «Кембриджская история древнего мира».
В 1901 году заболел и на следующий год скончался. Его сын, Ричард Лайон-Долберг-Актон, стал 2м бароном Актоном. Огромнейшая библиотека в 60 000 томов, оставшаяся после лорда Актона, с книгами, в которых историк делал свои заметки, была сразу же куплена Эндрю Карнеги и передана Джону Морли, который, в свою очередь, тотчас же предоставил её Кембриджскому университету.

## Исторические и религиозные исследования
В 1869 г. он отправился на собор в Рим и защищал учение Дёллингера и его партии против инфаллибилистов. Сильное впечатление произвели его сообщения о заседаниях собора, напечатанные в «Allgemeine Zeitung» и обнародованное им в сентябре 1870 года «Послание к немецкому епископу Ватиканского собора», на которое ответил епископ Майнцский Кеттелер, а также вышедшее в 1871 году в Мюнхене его сочинение «К истории Ватиканского собора».
Изданная им брошюркой речь под заглавием «The war of 1870» (Лондон, 1871 год), написанная в дружелюбном Германии тоне, представляет блестящий образец исторической характеристики в сжатой форме. Во время религиозных движений 1874 г., вызванных памфлетами Гладстона на ватиканские декреты, Актон опять выступил решительным противником ультрамонтанов.
В январской книжке «Quarterly Review» за 1877 год появилась интересная статья его авторства: «Wolsey and the divorce of Henry VIII». Кроме названных, написал: «Study of the history» (Л., 1895).

### Публикации на русском языке
- История свободы в античности // ПОЛИС. — 1993. — № 3.
- Очерки становления свободы / Пер. с англ. Ю. Колкера под ред. А. Бабича. — London: Overseas Publications International Ltd., 1992.